# Polnische Poolbillard-Meisterschaft
Die polnische Poolbillard-Meisterschaft ist ein jährlich ausgetragenes Poolbillardturnier zur Ermittlung der nationalen Meister Polens in den Disziplinen 8-Ball, 9-Ball, 10-Ball und 14/1 endlos.
Erstmals ausgetragen wurde das Turnier 1992. Gespielt wurde zunächst nur ein Wettbewerb in der Disziplin 8-Ball. 1994 kam der 9-Ball-Wettbewerb hinzu, ein Jahr später der Wettbewerb im 14/1 endlos. Seit 1995 werden zudem die Wettbewerbe der Damen ausgespielt. 2009 wurde die Disziplin 10-Ball bei den Herren ins Wettkampfprogramm aufgenommen, ein Jahr später bei den Damen. Seit 2010 werden bei den Damen keine 14/1-endlos-Wettbewerbe mehr ausgespielt, seit 2013 bei den Herren.
Die Mannschaftsmeister werden seit 1995 in der polnischen Poolbillardliga ermittelt.

## Polnische Meister

### Herren
| Jahr | 14/1 endlos         | 8-Ball                 | 9-Ball               | 10-Ball             |
| ---- | ------------------- | ---------------------- | -------------------- | ------------------- |
| 1992 |                     | Krzysztof Kutacha      |                      |                     |
| 1993 | Aleksander Chaba    |                        |                      |                     |
| 1994 | Krzysztof Kutacha   | Dariusz Stanik         |                      |                     |
| 1995 | Krzysztof Gastman   | Dominik Szweda         | Jewgeni Stalew       |                     |
| 1996 | Karol Augustynowicz | Karol Augustynowicz    | Jewgeni Stalew       |                     |
| 1997 | Karol Augustynowicz | Krzysztof Gastman      | Michał Marcinkiewicz |                     |
| 1998 | Patryk Bryll        | Łukasz Bartkowski      | Patryk Bryll         |                     |
| 1999 | Karol Augustynowicz | Mariusz Roter          | Radosław Babica      |                     |
| 2000 | Adam Ewald          | Michał Lichodziejewski | Radosław Babica      |                     |
| 2001 | Patryk Bryll        | Radosław Babica        | Tomasz Kapłan        |                     |
| 2002 | Adam Ewald          | Łukasz Bartkowski      | Adam Ewald           |                     |
| 2003 | Karol Skowerski     | Tomasz Kapłan          | Tomasz Kapłan        |                     |
| 2004 | Wojciech Trajdos    | Tomasz Kapłan          | Robert Zachar        |                     |
| 2005 | Tomasz Kapłan       | Tomasz Kapłan          | Mateusz Śniegocki    |                     |
| 2006 | Radosław Babica     | Mateusz Śniegocki      | Mateusz Śniegocki    |                     |
| 2007 | Tomasz Kapłan       | Tomasz Kapłan          | Hubert Łopotko       |                     |
| 2008 | Tomasz Kapłan       | Tomasz Kapłan          | Adam Skoneczny       |                     |
| 2009 | Tomasz Kapłan       | Radosław Babica        | Mateusz Śniegocki    | Karol Skowerski     |
| 2010 | Tomasz Kapłan       | Dawid Jędrzejczak      | Mieszko Fortuński    | Mariusz Skoneczny   |
| 2011 | Konrad Piekarski    | Piotr Kudlik           | Mateusz Śniegocki    | Tomasz Kapłan       |
| 2012 | Tomasz Kapłan       | Wojciech Sroczyński    | Karol Skowerski      | Bartosz Rozwadowski |
| 2013 |                     | Michał Turkowski       | Marek Kudlik         | Wojciech Sroczyński |
| 2014 | Tomasz Kapłan       | Mieszko Fortuński      | Mieszko Fortuński    |                     |
| 2015 | Mariusz Skoneczny   | Konrad Juszczyszyn     | Wojciech Trajdos     |                     |
| 2016 | Karol Skowerski     | Konrad Juszczyszyn     | Radosław Babica      |                     |
| 2017 | Tomasz Kapłan       | Mieszko Fortuński      | Karol Skowerski      |                     |
| 2018 | Mieszko Fortuński   | Wojciech Szewczyk      | Mariusz Skoneczny    |                     |
| 2019 | Wojciech Szewczyk   | Tomasz Kapłan          | Mieszko Fortuński    |                     |
| 2020 | Wojciech Szewczyk   | Wojciech Szewczyk      | Daniel Macioł        |                     |
| 2021 | Sebastian Batkowski | Wojciech Szewczyk      | Tomasz Kapłan        |                     |
| 2022 | Mariusz Skoneczny   | Wiktor Zieliński       | Sebastian Batkowski  |                     |
| 2023 | Wiktor Zieliński    | Daniel Macioł          | Sebastian Batkowski  |                     |
| 2024 | Konrad Juszczyszyn  | Mieszko Fortuński      | Karol Skowerski      |                     |

### Damen
| Jahr | 14/1 endlos            | 8-Ball               | 9-Ball               | 10-Ball           |
| ---- | ---------------------- | -------------------- | -------------------- | ----------------- |
| 1995 | Magdalena Tatarkieiwcz | Izabela Łącka        | Katarzyna Zmierczak  |                   |
| 1996 | Ewa Kotowska           | Izabela Łącka        | Izabela Łącka        |                   |
| 1997 | Katarzyna Zmierczak    | Ewa Kotowska         | Izabela Łącka        |                   |
| 1998 | Grażyna Gronowska      | Izabela Łącka        | Izabela Łącka        |                   |
| 1999 | Grażyna Gronowska      | Grażyna Gronowska    | Mirosław Scholz      |                   |
| 2000 | Izabela Łącka          | Izabela Łącka        | Izabela Łącka        |                   |
| 2001 | Grażyna Gronowska      | Agnieszka Mulczyńska | Maria Nielubowicz    |                   |
| 2002 | Grażyna Gronowska      | Grażyna Gronowska    | Grażyna Gronowska    |                   |
| 2003 | Izabela Łącka          | Karolina Stawarz     | Karolina Stawarz     |                   |
| 2004 | Ewa Grzyb              | Maria Nielubowicz    | Agata Sokołowska     |                   |
| 2005 | Ewa Grzyb              | Karolina Stawarz     | Ewa Grzyb            |                   |
| 2006 | Karolina Stawarz       | Karolina Stawarz     | Katarzyna Wesołowska |                   |
| 2007 | Karolina Stawarz       | Karolina Stawarz     | Karolina Stawarz     |                   |
| 2008 | Karolina Stawarz       | Karolina Stawarz     | Karolina Stawarz     |                   |
| 2009 | Katarzyna Wesołowska   | Karolina Stawarz     | Katarzyna Wesołowska |                   |
| 2010 |                        | Oliwia Czupryńska    | Dagmara Raczkowska   | Oliwia Czupryńska |
| 2011 | Karolina Pikul         | Katarzyna Wesołowska | Karolina Pikul       |                   |
| 2012 | Karolina Pikul         | Oliwia Czupryńska    | Izabela Łącka        |                   |
| 2013 | Karolina Pikul         | Oliwia Czupryńska    | Katarzyna Wesołowska |                   |
| 2014 | Oliwia Czupryńska      | Oliwia Czupryńska    | Oliwia Czupryńska    |                   |
| 2015 | Oliwia Czupryńska      | Oliwia Czupryńska    | Monika Ząbek         |                   |
| 2016 | Ewa Bąk                | Monika Ząbek         | Katarzyna Wesołowska |                   |
| 2017 | Oliwia Zalewska        | Izabela Łącka        | Katarzyna Wesołowska |                   |
| 2018 | Oliwia Zalewska        | Izabela Łącka        | Oliwia Zalewska      |                   |
| 2019 | Izabela Łącka          | Oliwia Zalewska      | Oliwia Zalewska      |                   |
| 2020 | Monika Ząbek           | Monika Ząbek         | Oliwia Zalewska      |                   |
| 2021 | Oliwia Zalewska        | Oliwia Zalewska      | Izabela Łącka        |                   |
| 2022 | Monika Ząbek           | Oliwia Zalewska      | Oliwia Zalewska      |                   |
| 2023 | Katarzyna Wesołowska   | Bogna Świtała        | Oliwia Zalewska      |                   |
| 2024 | Katarzyna Wesołowska   | Oliwia Zalewska      | Oliwia Zalewska      |                   |